# Харків-Вантажний
Харків-Ванта́жний (колишній Хáрків-Червонозавóдський — вантажна залізнична станція 2 класу Харківської дирекції залізничних перевезень  Південної залізниці, що знаходиться в Основ'янському районі міста Харкова і розташована за адресою: вулиця Біологічна, 6.
Поруч зі станцією курсує маршрутне таксі № 128е та автобус № 14 (зупинка Друкарська вулиця).

## Приміське сполучення
У парному напрямку приміські електропоїзди курсують до станцій Харків-Левада, у непарному — до станцій Балаклія, Гракове, Закомельська, Занки, Зміїв, Ізюм, Савинці, Шебелинка.

## Рухомий склад
Дільницю Харків-Левада — Зміїв обслуговують виключно електропоїзди ЕР2, ЕР2Р, ЕР2Т депо Харків.